# 豐塔內萊 (內布拉斯加州)
豐塔內萊（英語：Fontanelle）是位於美國內布拉斯加州華盛頓縣的普查規定居民點。

## 歷史
豐塔內萊的郵局於1855年設立，其後於1959年停運。

## 人口
根據2020年美國人口普查的數據，豐塔內萊的面積為0.65平方千米，皆為陸地。當地共有人口67人，而人口密度為每平方千米103.08人。